# Turó de la Ventosa
El Turó de la Ventosa és una muntanya de 1.215 metres que es troba al municipi de Montseny, a la comarca del Vallès Oriental.